# Плешивица (Брезовица)
Плешивица (словен. Plešivica) је насељено место у општини Брезовица, Средњесловенска регија, Словенија.

## Историја
До територијалне реорганизације у Словенији била је у саставу града Љубљане, односно старе општине Вич–Рудник.

## Становништво
У попису становништва из 2011. године, Плешивица је имала 186 становника.
| Број становника према пописима | Број становника према пописима | Број становника према пописима |
| ------------------------------ | ------------------------------ | ------------------------------ |
| 1991                           | 2002                           | 2011                           |
| 544                            | 147                            | 186                            |

Напомена: Године 1987. умањено за делове насеља која су проглашена за нова самостална насеља Подплешивица и Жабница. Године 1991. Број становника у табели „Број становника по пописима“ односи се на насеља Плешивица, Подплешивица и Жабница укупно, јер се број становника не исказује посебно у попису становништва.